# سبونج بوب: سبونج خارج المياه (فلم)
سبونج بوب: سبونج خارج المياه (بالإنجليزية: The SpongeBob Movie: Sponge Out of Water) فيلم كوميدي أُنتج في الولايات المتحدة وأُصدر في 13 فبراير 2015. الفيلم من إخراج بول ديبيت وكتابة جوناثان ايبل وجلين بيرجير.

## الممثلون والشخصيات
- توم كيني (بدور: سبونج بوب سكوير بانتس)
- بيل فاغيرباكي (بدور: بسيط نجم)
- رودجير بامباس (بدور: شفيق)
- كلانسي براون (بدور: مستر سلطع)
- كارولين لورانس (بدور: ساندي الأرضية)
- دوج لورانس (بدور: شمشون)
- أنتونيو بانديراس (بدور: بلانكتون)
- سلاش

## الميزانية والإيرادات
بلغت تكلفة إنتاج الفيلم حوالي 74 مليون دولار. وايرادات بقيمة 325.5 مليون دولار

## روابط خارجية
- مقالات تستعمل روابط فنية بلا صلة مع ويكي بيانات